# Zamastoczcza (stacja kolejowa)
Zamastoczcza (biał. Замасточча; ros. Замосточье) – stacja kolejowa w miejscowości Zamastoczcza, w rejonie witebskim, w obwodzie witebskim, na Białorusi. Leży na linii Witebsk - Orsza.